# Jaktorów (gromada)
Jaktorów – dawna gromada, czyli najmniejsza jednostka podziału terytorialnego Polskiej Rzeczypospolitej Ludowej w latach 1954–1972.
Gromady, z gromadzkimi radami narodowymi (GRN) jako organami władzy najniższego stopnia na wsi, funkcjonowały od reformy reorganizującej administrację wiejską przeprowadzonej jesienią 1954 do momentu ich zniesienia z dniem 1 stycznia 1973, tym samym wypierając organizację gminną w latach 1954–1972.
Gromadę Jaktorów z siedzibą GRN w Jaktorowie utworzono – jako jedną z 8759 gromad na obszarze Polski – w powiecie grodziskomazowieckim w woj. warszawskim, na mocy uchwały nr VI/10/4/54 WRN w Warszawie z dnia 5 października 1954. W skład jednostki weszły obszary dotychczasowych gromad Budy-Grzybek i Jaktorów ze zniesionej gminy Kaski oraz obszary dotychczasowych gromad Chylice, Chylice kolonia i Chyliczki(), a także miejscowość Maruna z dotychczasowej gromady Czarny-Las, ze zniesionej gminy Grodzisk (Maz.) w tymże powiecie. Dla gromady ustalono 27 członków gromadzkiej rady narodowej.
31 grudnia 1961 do gromady Jaktorów włączono wsie Budy Michałowskie i Stare Budy ze zniesionej gromady Budy Zosiny w tymże powiecie.
1 stycznia 1969 do gromady Jaktorów włączono wsie Międzyborów i Sade Budy ze zniesionej gromady Międzyborów.
Gromada przetrwała do końca 1972 roku, czyli do kolejnej reformy gminnej. 1 stycznia 1973 w powiecie grodziskomazowieckim utworzono gminę Jaktorów.